# بتسیپولیترا
بتسیپولیترا (به لاتین: Betsipolitra) یک منطقهٔ مسکونی در ماداگاسکار است که در منابه واقع شده‌است. بتسیپولیترا ۱٬۰۰۰ نفر جمعیت دارد و ۱۷۹ متر بالاتر از سطح دریا واقع شده‌است.